# Vesela Balka, Kazanka
Vesela Balka (în ucraineană Весела Балка) este localitatea de reședință a comunei Vesela Balka din raionul Kazanka, regiunea Mîkolaiiv, Ucraina.

## Demografie
Componența lingvistică a localității Vesela Balka
     Ucraineană (92,29%)
     Rusă (4,73%)
     Română (2,99%)
Conform recensământului din 2001, majoritatea populației localității Vesela Balka era vorbitoare de ucraineană (92,29%), existând în minoritate și vorbitori de rusă (4,73%) și română (2,99%).